# 克利夫蘭藝術博物館
克利夫蘭藝術博物館（英語：The Cleveland Museum of Art，縮寫：CMA）是一個位于美國俄亥俄州克利夫蘭城東的美術館，存有大量的亞洲和埃及的藝術品。其永久藏品數量達45,000件。博物館免收門票，但每年收到的捐款超過7億美元，使其成爲美國第四富有的美術館。此外它也是世界參觀人數最多的藝術博物館之一。博物馆除星期一外，每天上午10:00至下午5:00开放。

## 擴展閲讀
- （日語） 門脇 興次 (前クリーブランド日本語補習校教諭・千葉県立成田市立東小学校教諭). "補習授業校における国際理解教育の実践 : クリーブランド美術館におけるジャパニーズフェスティバルを通して."（页面存档备份，存于） 在外教育施設における指導実践記録 24, 111-114, 2001. 东京学艺大学.

## 外部連接
- 官方网站